# Rákoskeresztúr megállóhely
Rákoskeresztúr megállóhely a Budapest–Hatvan-vasútvonal egyik megszűnt állomása a Cinkotai út és a Vasút sor kereszteződésénél, Budapest XVII. kerületében.

## Története
A Budapest–Hatvan-vasútvonal megépítése során létesült. Az idők során a megállóhely a környék változásával eljelentéktelenedett és végül valamikor az 1980-as években megszüntették. Az állomásépület utána lakóházként funkcionált 2018 őszéig.
Bár már 2007-ben is voltak konkrét helyi önkormányzati tervek az évtizedek óta "ideiglenesen szünetelő" vasútállomás újranyítására, ez végül nem valósult meg. Az egykori állomásépületet a vasútvonal rekonstrukciójának a keretében 2018 őszén elbontották, hogy helyén egy közúti felüljárót, illetve zajvédő falat építsenek.

## Megközelítés tömegközlekedéssel
Az állomáshoz a Liget sor buszmegálló van a legközelebb.
- Autóbusz:  46, 276E
- Éjszakai autóbusz:  968, 998